# 莫克里斯塔夫
47°7′55″N 36°3′23″E / 47.13194°N 36.05639°E
莫克里-斯塔夫（烏克蘭語：Мокрий Став）是位於烏克蘭東南部的村莊，由扎波羅熱州別爾江斯克區的切爾尼希夫卡市鎮負責管轄。該村處於庫魯尚河畔，距離多夫格3公里，始建於1862年，面積0.81平方公里，海拔高度107米，2001年人口65。